# نيكولاس موريس أرثوس
نيكولاس موريس أرثوس  (بالفرنسية: Nicolas Maurice Arthus)‏ كان عالم مناعة وعالم وضائف الأعضاء فرنسي الجنسية. ردة فعل أرثوس هي التهاب مفرط سُمي علي إسمه.
أرثوس ولد في 9 يناير 1862 فيأنجيه، فرنسا. حيث درس الطب في باريس وحصل علي درجة الدكتوراه في عام 1886. في عام 1896 أصبح دكتور جامعي في علم وضائف الأعضاء في جامعة فريبورغ، سويسرا. لقد رجع إلي فرنسا لكي يعمل في معهد باستير في عام 1900، ولاحقاً تابع التعليم في كلية الطب في مارسيليا (حالياً تابعة لجامعة البحر المتوسط). في عام 1907، رُشح لينال منصب رئيس قسم علم الأعضاء في جامعة لوزان في سويسرا، حيث بقي هناك لما يقرب من 25 سنة. لقد توفي في فريبورغ 24 فبراير 1945.
بعيداً عن ردة الفعل المسماة بأسمه، أرثوس معروف بشكل أفضل بسبب عمله علي صدمة الحساسية. هو أيضاً درس سم الأفعي والدور الذي يفعلة الكالسيوم في تجلط الدم.